# Mthonjaneni Local Municipality
Mthonjaneni (englisch Mthonjaneni Local Municipality) ist eine Lokalgemeinde im Distrikt King Cetshwayo der südafrikanischen Provinz KwaZulu-Natal. Der Verwaltungssitz befindet sich in Melmoth. Bürgermeister ist Sibonginkosi Biyela.
Ab dem 3. August 2016 kamen Teile der Gemeinde Ntambanana (mit dem Gemeindesitz Bhukhanana) zu Mthonjaneni, so dass die Fläche auf 1639 Quadratkilometern anstieg.
Der Gemeindename leitet sich vom isiZulu-Wort für eine Quelle ab.

## Orte und Städte
- Bhukhanana
- Edubeni
- Ekuthuleni
- Emukhindini
- Eyingwenya
- KwaMagwaza
- Makhosaneni
- Melmoth
- Nduro

## Bevölkerung
2011 hatte sie 47.818 Einwohner auf einer Fläche von 1002 Quadratkilometern.